# Cycas candida
Cycas candida é uma espécie de cicadófita do género Cycas da família Cycadaceae, nativa de Queensland, Austrália.